# Torre íbera de Ragudo
La torre íbera de Ragudo —localizada en la finca conocida como “Cuestas del Ragudo”, próxima a la zona “Cuestas del Ragudo”, en el polígono I y II en los Altos del Ragudo, en Viver, en la comarca del Alto Palancia, a la que se puede acceder en el puerto llamado Cuestas de Ragudo, entre Masías Blancas y Barracas— es una atalaya o torre vigía, catalogada, de manera genérica, como Bien de Interés Cultural, con código: 12.07.140-004

## Descripción
Se trata de una construcción de origen íbero, lo cual queda totalmente patente en los basamentos de la torre, pese a ello la parte más elevada es de época árabe, y es en esta época cuando está, como torre vigía, al servicio de los castillos de Jérica y de Segorbe.
Actualmente de la torre apenas quedan unos tres metros en pie, los cuales permiten ver que su planta era rectangular.
Para su construcción se utilizó el sistema de sillarejo de piedra caliza trabada a hueso. Sobre el zócalo primero se eleva otro cuerpo en el que se emplea sillarejo más pequeño. La puerta de acceso parece que estaba en uno de los laterales más anchos, en el que se observa un vano cuadrado.

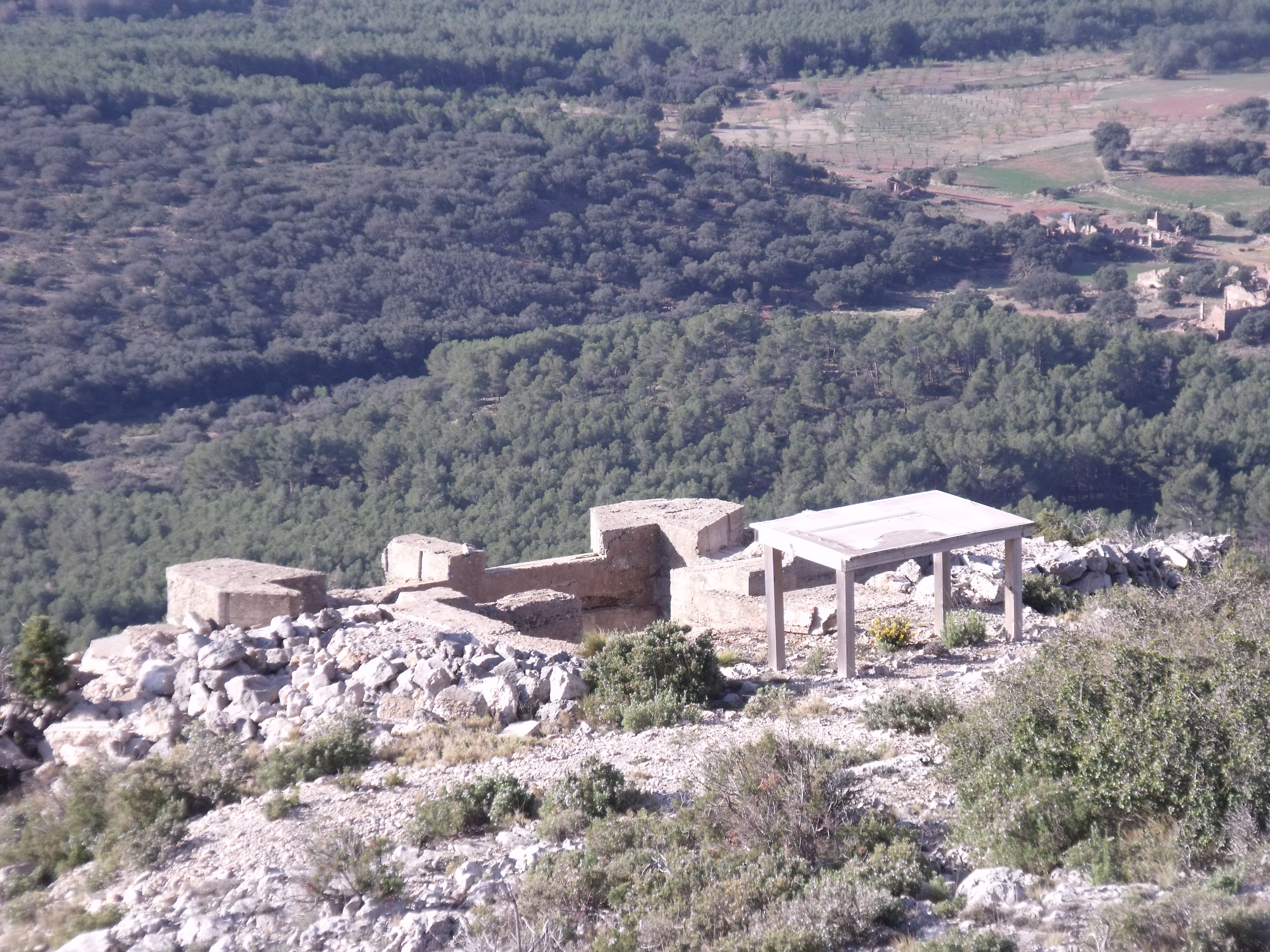
Búnker de observación del alto de Herragudo.

Cerca de esta torre se localiza la conocida como torre de Ragudo, de la que no se tiene demasiado claro los orígenes aunque se especula con la posibilidad de que fuera de origen romano. La torre llamada también torre Herragudo se encuentra limitando con el término de la vecina localidad de Barracas, en las proximidades de las costas del Ragudo. También debió utilizarse como torre de vigilancia, ya que la suda situación estratégica permitiría vigilar el paso entre los valles y el altiplano de Barracas.
El estado de la torre es mediocre, pero su planta se puede ver que es cilíndrica. Además la torre se sitúa en la parte alta del cerro en el que se localiza el Parque eólico Palancia II, zona en la que elevaron construcciones durante la guerra del 36, ya que el Alto de Herragudo estuvo ocupado por el Ejército Nacional, que utilizó las construcciones como puesto de mando. Estos edificios utilizaron como materiales para su construcción los restos de la torre que se situaba a escasos metros de distancia.